# Conrad Kickert
Conrad Kickert (Johan Conrad Theodoor Kickert), né le 23 novembre 1882 à La Haye au 10, rue du Schlosstrat, et mort à Paris le 26 juin 1965, est un peintre autodidacte, un critique d'art et un collectionneur d'art hollandais. 

## Biographie
Son père est Cornelis Johannes Kickert, sa mère Anna Maria Margareta Vigelius.
Entre 1903 et 1910, il travailla à Dombourg avec, notamment Jan Toorop et à Bergen. Il a été l'un des premiers cubistes des Pays-Bas. En 1910, il fonde le Modern Art Circle à Amsterdam, avec Piet Mondriaan, Jan Sluyters et Jan Toorop.  Le Cercle d'Art Moderne a organisé plusieurs expositions au Stedelijk Museum en 1911, 1912 et 1913, qui ont eu un fort impact.
À partir de 1912, Conrad Kickert a principalement vécu à Paris, à Denfert-Rochereau, ou boulevard Raspail, où il avait déjà rendu visite à son ami Lodewijk Schelfhout. Avec Schelfhout et Mondrian, il a emménagé dans un atelier à Montparnasse et a exposé avec des peintres tels que Georges Braque, Raoul Dufy, Henri Matisse, Maurice Utrillo, Kees van Dongen et Maurice Vlaminck. 
Il a participé trois fois aux expositions de la société russe d'avant-garde "The Knave of Diamonds". En 1913, lors d'expositions successives à Moscou et à Saint-Pétersbourg, Kickert expose deux œuvres (Côte (esquisse), Study for a picture). En 1914, il expose quatre œuvres (La Baie, Esquisse pour le chapeau de Napoléon. La Bretagne et La Baie de Saint-Quirec) à Moscou. 
La Première Guerre mondiale qui a éclaté a brisé les liens de Kickert avec l'avant-garde russe. Pendant la Première Guerre mondiale, il retourne d'abord à La Haye, puis à partir de 1919, il s'installe définitivement en France, 33, rue Boissonade (14e arrondissement de Paris), bien qu'il se rende régulièrement aux Pays-Bas.
À partir des années 20, Kickert a commencé à adopter un style plus naturaliste. Comme thème, il choisissait souvent des figures, des paysages et des natures mortes. Comme il continuait souvent à travailler avec le couteau à palette plutôt qu'avec un pinceau, son travail conservait un aspect contemporain. Il est plus connu en France qu'aux Pays-Bas. 
En 1926, il expose à la Rétrospective du Salon des Indépendants les toiles Coucher de soleil, Clair de lune, Plouman'ach et Nature morte et au Salon d'automne L'Odalisque et Nature morte de fleur et de fruits.
Il vit essentiellement dans le Cantal pendant la Seconde Guerre mondiale.

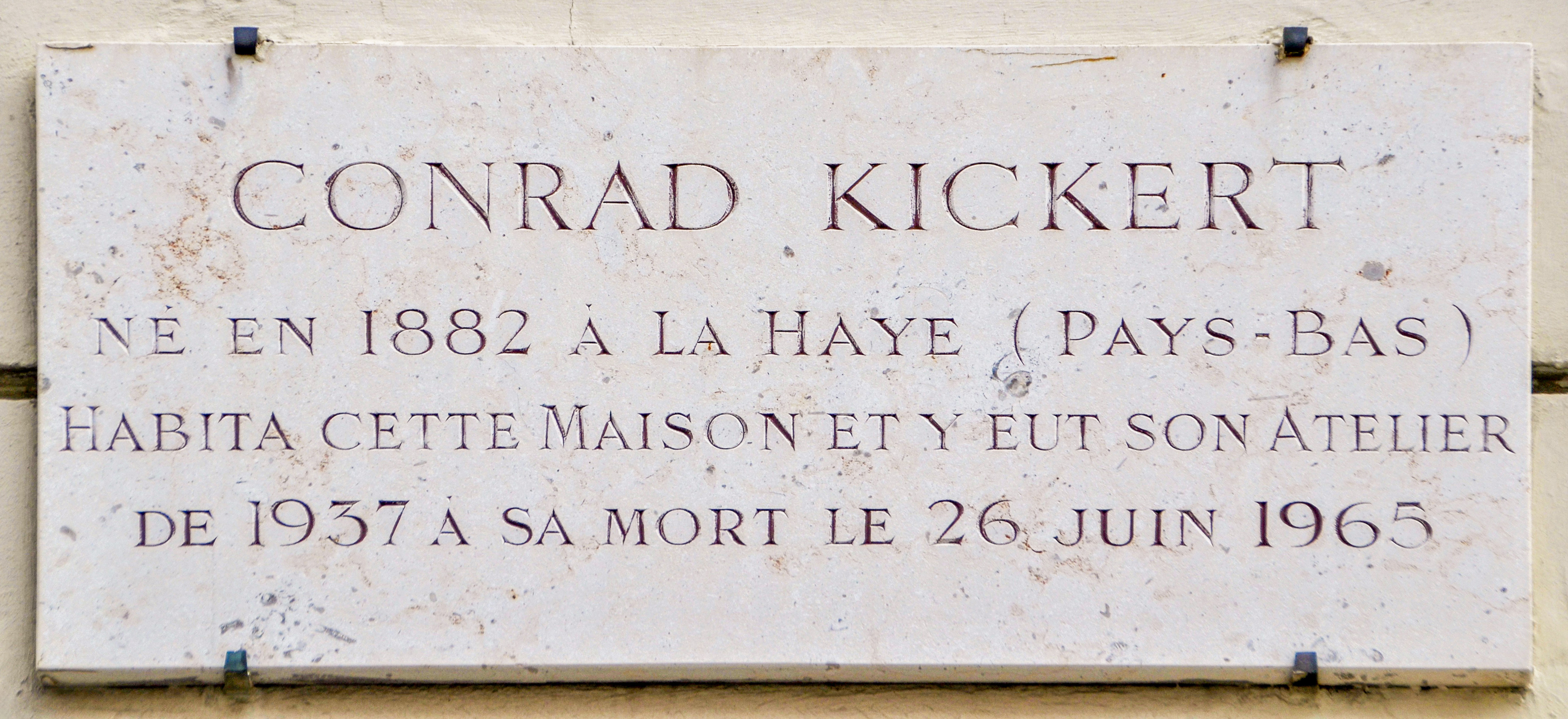
Plaque à son atelier parisien.

Il meurt à Paris le 26 juin 1965, âgé de 82 ans.

## Œuvres
Un certain nombre de ses œuvres peuvent être vues dans le Gemeentemuseum de La Haye.
Un musée rassemblant de nombreuses œuvres a été ouvert en 2016 à Saint-Jacques-des-Blats, dans le Cantal, département où il avait vécu pendant la Seconde Guerre mondiale.
Le musée départemental breton (Quimper) conserve plusieurs estampes (eaux-fortes) et un dessin (Bréhat) de l'artiste.